# Carl Güttler
Carl Güttler, född 1848, död 1924, var en tysk filosof.
Güttler var professor i München, och utgick från den katolska nykantianismen. Hans Gesammelte Abhandlungen utkom 1918, Einführung in die Geschichte der Philosophie seit Hegel 1921.